# 정창수
정창수(鄭昌洙, 1957년 4월 10일 ~ )는 대한민국의 공무원, 정치인이다.

## 학력
- 1969년 : 강릉국민학교 졸업
- 1972년 : 경포중학교 졸업
- 1976년 : 서울고등학교 졸업
- 1980년 : 성균관대학교 행정학 학사
- 1986년 : 서울대학교 행정대학원 행정학 석사
- 2004년 : 경희대학교 행정대학원 행정학 박사

## 경력
- 1979 : 제23회 행정고등고시 합격
- 1984 ~ 1992 : 강원도청 지방공무원교육원, 도로과, 농정과 사무관
- 1995.03 ~ 1996.01 : 건설교통부 지도보험과장
- 1996.01 ~ 1998.08 : 건설교통부 법무담당관
- 1998.08 ~ 1999.06 : 건설교통부 토지관리과장
- 1999.07 ~ 2002.01 : 대통령비서실 경제수석실 행정관
- 2002.01 ~ 2002.07 : 건설교통부 공보관
- 2002.07 ~ 2003.03 : 대통령비서실 경제수석실 건설교통비서관
- 2003.03 ~ 2003.07 : 건설교통부 주택도시국장
- 2003.07 ~ 2004.01 : 건설교통부 주택국장
- 2004.01 ~ 2005.02 : 중앙공무원교육원 고위정책과정
- 2005.02 ~ 2007.01 : 국무조정실 농수산건설심의관
- 2007.01 ~ 2008.03 : 건설교통부 공공기관지방이전추진단 부단장
- 2008.03 ~ 2010.08 : 국토해양부 기획조정실장
- 2010.08 ~ 2011.05 : 국토해양부 제1차관
- 2012.03 ~ 2013.05 : 강원대학교 사회과학대학 부동산학과 초빙교수
- 2013.06 ~ 2014.03 : 제5대 인천국제공항공사 사장
- 2015.08 ~ 2018.01 : 제24대 한국관광공사 사장
- 2018.03 ~ 2018.06 : 자유한국당 강원도지사 후보
- 2018.09 ~ : 가톨릭 관동대학교 석좌교수
- 2020.09 ~ : 경희대학교 대학원 객원교수
- 2021.03 ~ : 제2대 대한민국 국제 관광박람회 조직위원장
- 국민의힘 중앙위원회 건설분과 위원장
- 2021.12 ~ 2022.01: 국민의힘 선거대책위원회 직능총괄본부 건설지원본부장
- 2021.12 ~ 2022.03: 국민의힘 살리는 선거대책위원회 강원 선거대책위원회 의장단 의장
- 2022.01 ~ 2022.03: 국민의힘 제20대 대통령 선거 선거대책본부 직능본부 건설지원본부장

## 수상
- 1997년 : 홍조근정훈장
- 2012년 : 황조근정훈장

## 역대 선거 결과
| 실시년도 | 선거      | 대수 | 직책   | 선거구 | 정당       | 득표수    | 득표율          | 순위 | 당락 | 비고     |
| -------- | --------- | ---- | ------ | ------ | ---------- | --------- | --------------- | ---- | ---- | -------- |
| 2018년   | 지방 선거 | 38대 | 도지사 | 강원도 | 자유한국당 | 282,456표 | \| \| 35.26% \| | 2위  | 낙선 | 민선 7기 |
|          | 35.26%    |      |        |        |            |           |                 |      |      |          |